# Hawley Harvey Crippen
Hawley Harvey Crippen (11 de septiembre de 1862-23 de noviembre de 1910), generalmente conocido como el “Doctor Crippen”, fue un médico estadounidense, nacido en Coldwater (Míchigan) y graduado en la Escuela de Medicina de Cleveland. Ha pasado a la historia como el primer asesino capturado con la ayuda del telégrafo.

## Historia
El doctor Crippen se graduó en medicina en Estados Unidos y trabajó en una empresa farmacéutica. En 1900 se mudó a Londres con su segunda esposa, Cora Turner, una artista de cabaret cuyo nombre artístico era “Belle Elmore”. El 31 de enero de 1910, después de una fiesta, su esposa desapareció repentinamente, y el Doctor Crippen dijo a todos que ella había regresado a los Estados Unidos para visitar a un familiar enfermo; más tarde agregó que había muerto y había sido incinerada en California.
Mientras tanto, su secretaria y amante, Ethel le Neve, se mudó al domicilio del Dr. Crippen y comenzó a vestir las joyas de su esposa, lo que hizo levantar sospechas entre las amigas de la esposa.
Al parecer, el Doctor Crippen había dado un veneno a su esposa y enterrado el cadáver en el sótano de la casa. 
Cuando el inspector de Scotland Yard Walter Dew, informado por las denuncias de las amigas de Cora, interrogó al Dr. Crippen, este le dijo que en realidad su mujer lo había abandonado por otro hombre. Pero un registro minucioso practicado en la casa puso al descubierto los restos del cadáver en la carbonera del sótano, aunque sólo apareció el cuerpo sin cabeza, que fue identificado por una cicatriz que Cora tenía en el abdomen.
Crippen, sin embargo, ya había huido en el barco Montrose hacia los Estados Unidos, embarcando en Liverpool con su amante, Ethel Le Neve, disfrazada de muchacho, a la que hizo pasar por hijo suyo.

## Arresto
El capitán del Montrose, Henry George Kendall, que estaba enterado del caso, reconoció a los fugitivos y envió un telegrama a las autoridades británicas indicando que tenía sospechas de que los fugitivos huían en su barco. Entonces Scotland Yard envió al inspector Dew en la nave Laurentic, mucho más rápida que el Montrose, que interceptó al Montrose a la altura del Río San Lorenzo y detuvo a los dos fugitivos.
Fueron llevados de vuelta a Londres, donde el Dr. Crippen fue juzgado, condenado y sentenciado a muerte. Fue ahorcado el 23 de noviembre de 1910. Su amante fue declarada inocente y absuelta. 
Lo más interesante del caso es que los fugitivos habían estado en alta mar sin saber que se estaban transmitiendo mensajes desde el Montrose a Inglaterra y que estaban ocupando los titulares en dos continentes. Guglielmo Marconi (inventor del telégrafo) y su fantástico invento habían servido para capturar a sus primeros delincuentes.

## Adaptaciones cinematográficas
En 1962 se estrenó la película Dr. Crippen, dirigida por Robert Lynn y protagonizada por Donald Pleasence, Coral Browne, Samantha Eggar, Donald Wolfit y James Robertson Justice

## Curiosidades
En el Museo de Autómatas del Parque de atracciones del Tibidabo, en Barcelona, se incluye una pieza que recrea la ejecución del Dr. Crippen. El autómata data de 1921 y es completamente operativo.

## Galería

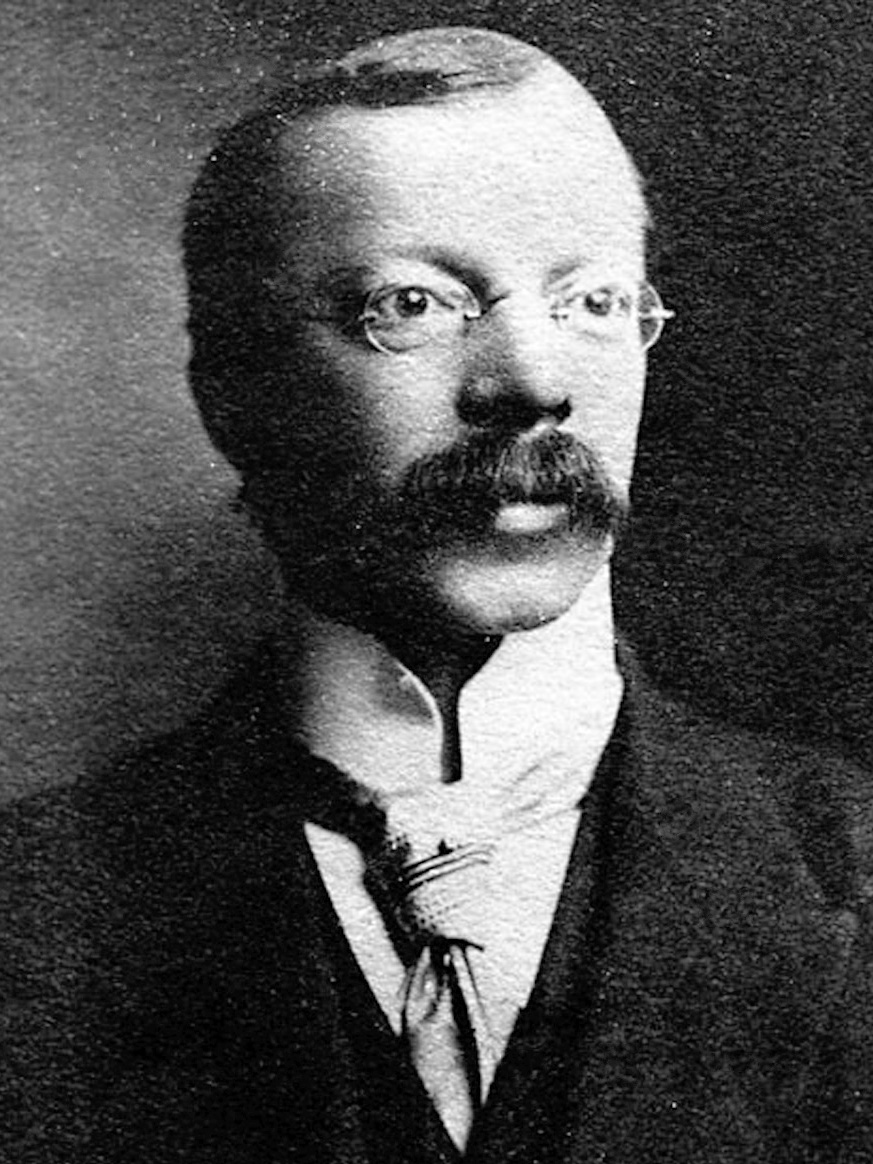
Dr. Crippen.
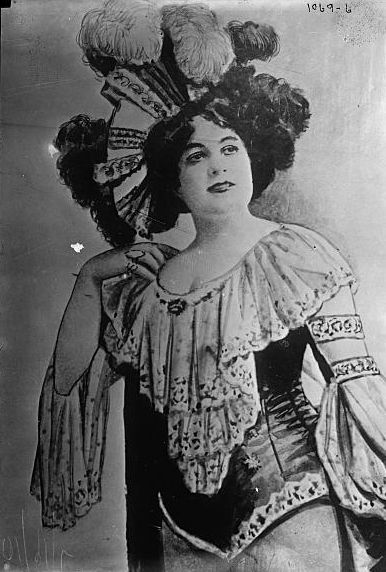
Belle Elmore.
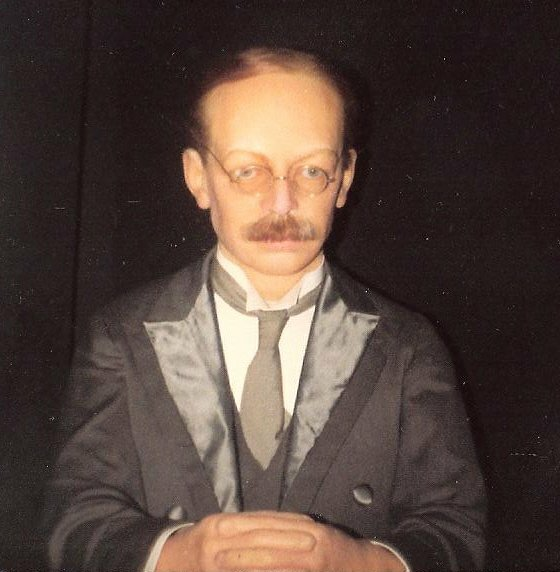
Figura del Dr. Crippen en el Museo Madame Tussauds de Londres.